# Чедо Ковачевић
Чедо Ковачевић (Грабовица, Добој 1933 – Београд, 16. јануар 2007) био је генерал-потпуковник ЈНА.

## Биографија
Завршио је Школу за активне официре авијације, Командно-штабну академију РВиПВО и Школу народне одбране. Био је командант авио-пука и бригаде, начелник штаба и командант ваздухопловног корпуса. Пензионисан је 1986. године. Носилац је више војних одликовања.